# Govardhan

Govardhan. Detail einer Randillustration von ca. 1610

Govardhan (bl. ca. 1595–1640) war ein bedeutender Maler des Mogulreiches.
Geboren als Sohn eines weniger prominenten Malers namens Bhavani Das, begann Govardhan seine Laufbahn im Atelier von Akbar, wechselte aber bald zu Prinz Salim, dem späteren Jahangir, nach Allahabad. Auch unter Shah Jahan fertigte er noch herausragende Werke an. Er ist vor allem für seine Darstellungen von indischen Asketen bekannt. Zu seinen frühesten bekannten Werken gehören drei Miniaturen im Zweiten Akbar-nāma aus der Zeit von 1600–1604. Ein Porträt von ihm findet sich in der Randdekoration einer Seite zum Gulshan-Album, die der Maler Daulat angefertigt hat.
Govardhan war einer der Illustratoren der Jahangir-Alben, die sich heute in verschiedenen Museen in Europa und Amerika befinden, sowie des im British Museum aufbewahrten Werkes Baburnama, den Memoiren des ersten Großmogul Babur.

## Galerie

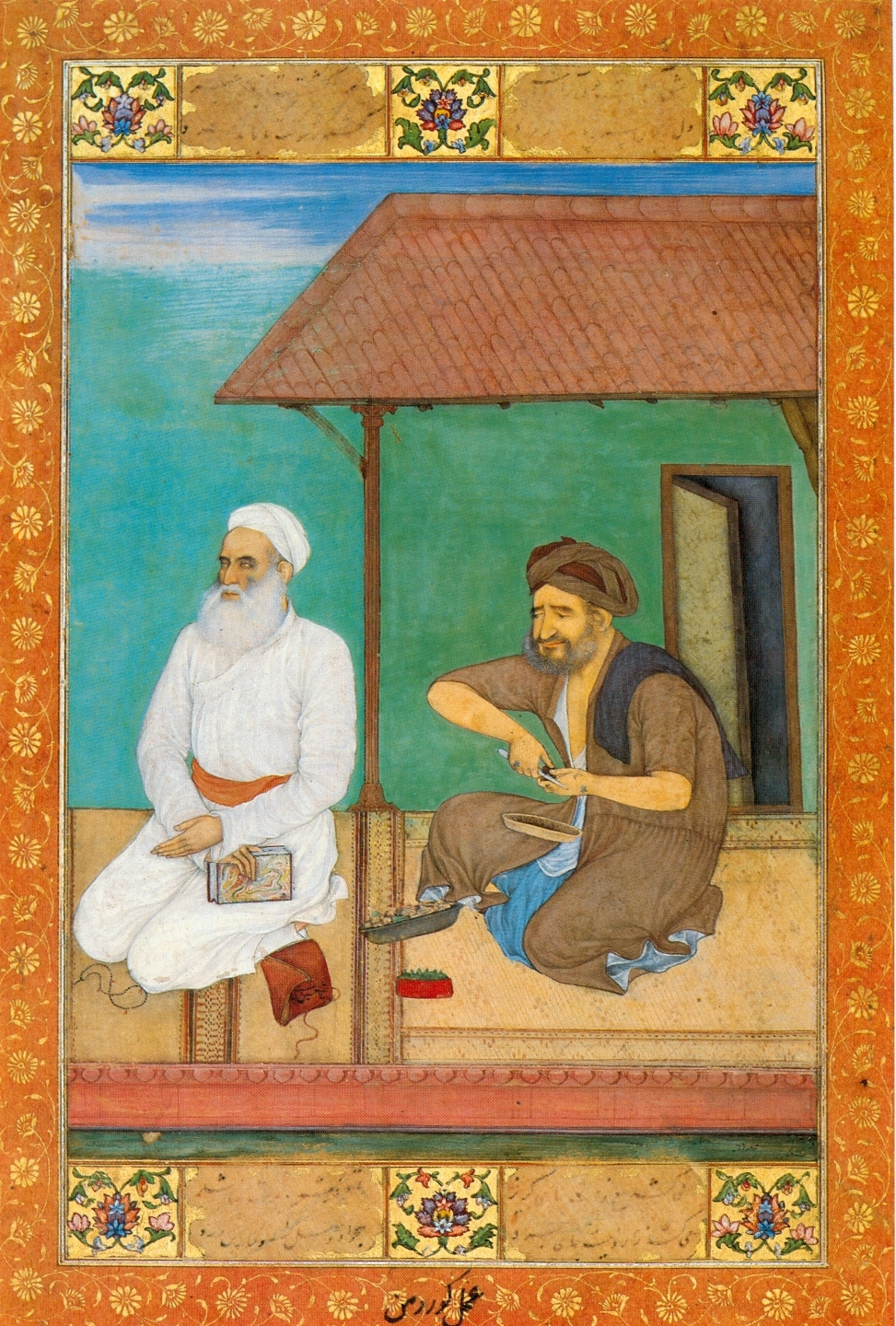
Shaykh Husayn Jami mit einem Diener, zwischen 1620 und 1625
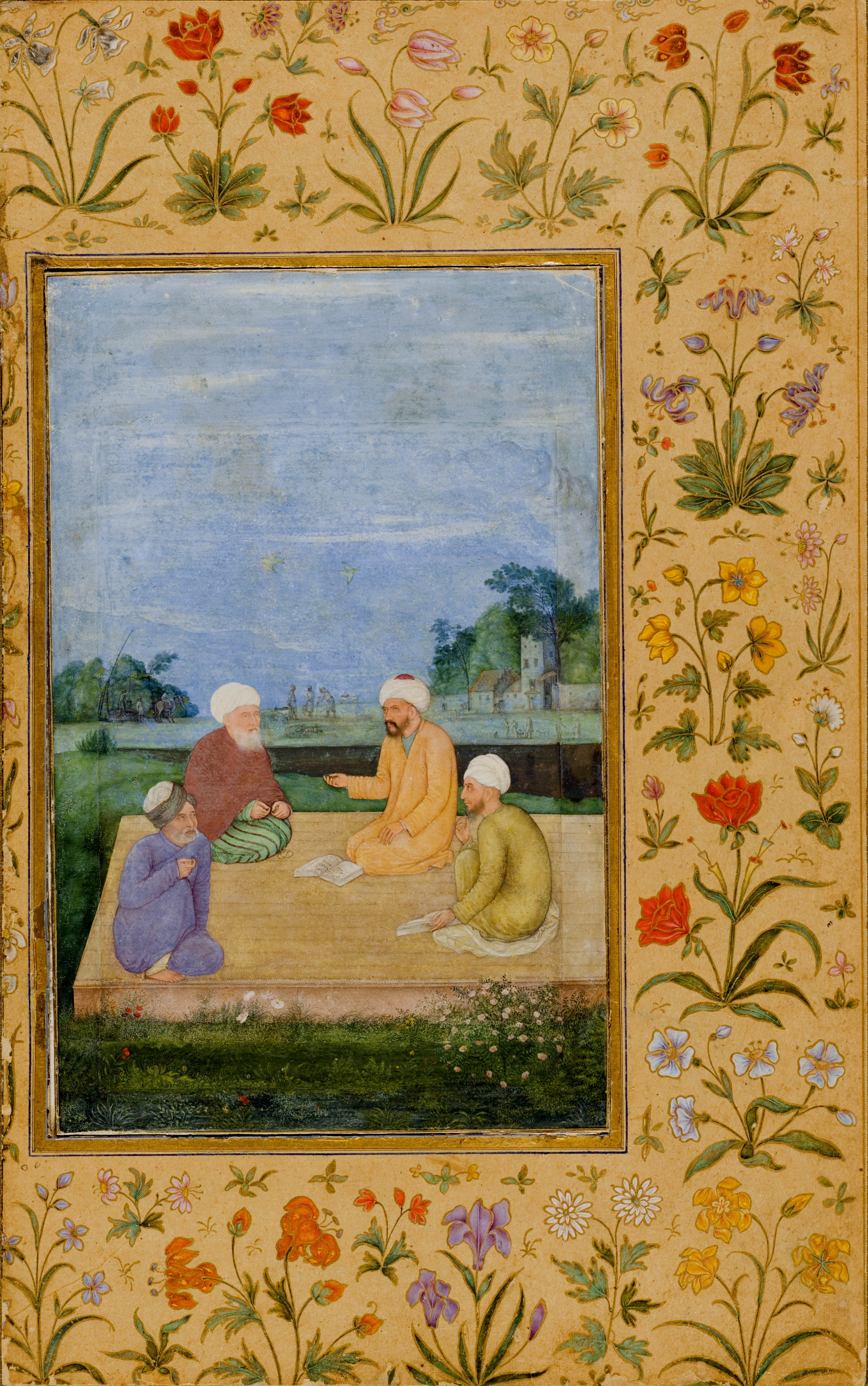
Eine Debatte zwischen muslimischen Weisen, ca. 1630
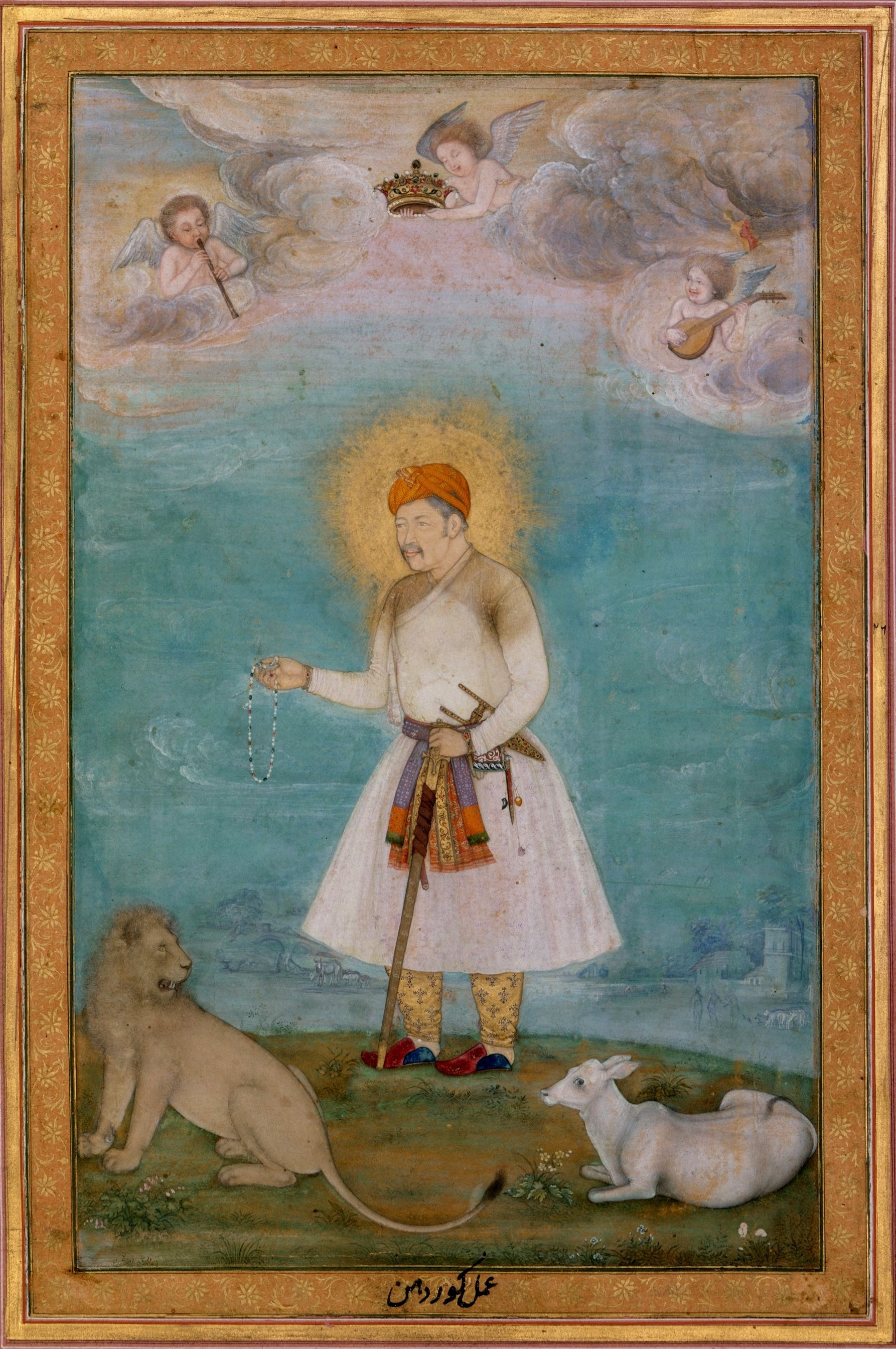
Akbar mit Löwe und Kalb, ca. 1630
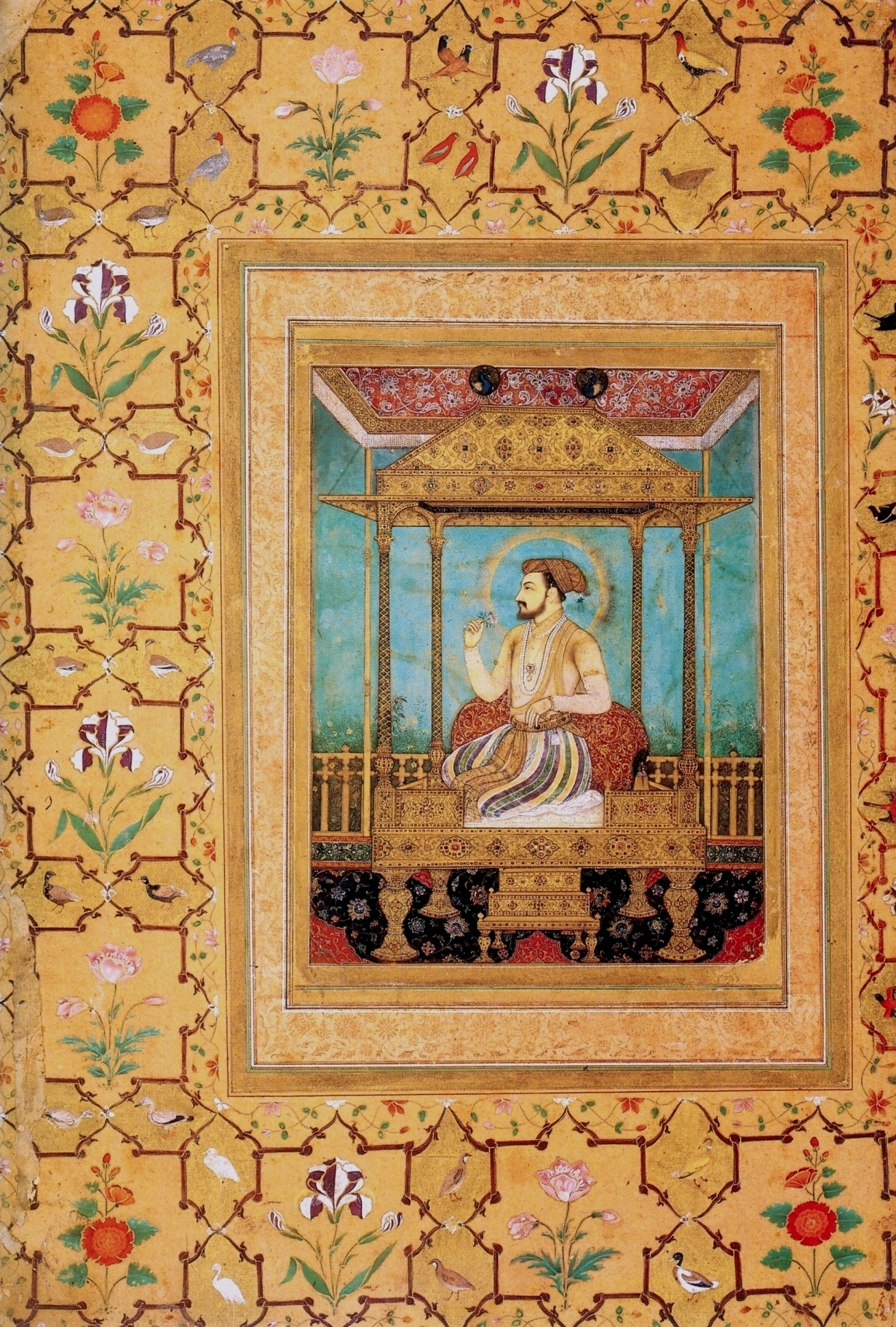
Shah Jahan auf dem Pfauenthron, ca. 1635
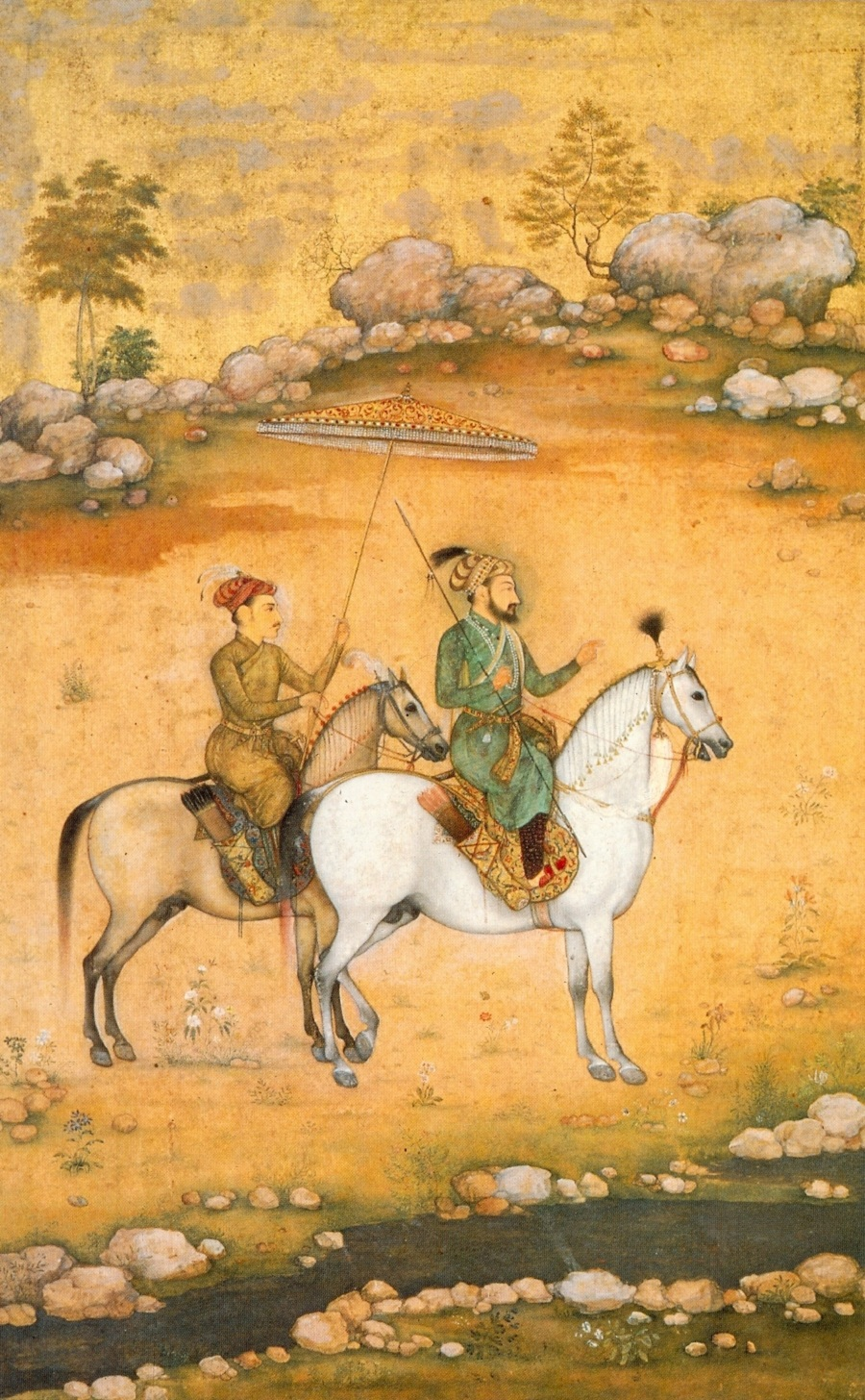
Shah Jahan und Dara Shikoh [dessen ältester Sohn], ca. 1638

## Belege
1. ↑   Seyller, John: „Govardhan“, in: Jonathan M. Bloom und Sheila S. Blair (Hrsg.): The Grove Encyclopedia of Islamic Art and Architecture. Oxford University Press, New York 2009. Vol. 2, S. 119f. ISBN 978-0-19-530991-1.
2. ↑   John Seyller, „Govardhan“, in: Milo C. Beach u. a. (Hrsg.): Masters of Indian Painting. 1100-1650. Artibus Asiae Publishers, Zürich 2011. S. 357–374.
3. ↑   Gulshan-Album, Golestan Palace Library, Teheran (Ms. 1668, no. 44) Milo C. Beach, „Daulat“, in: Milo C. Beach u. a. (Hrsg.): Masters of Indian Painting. 1100-1650. Artibus Asiae Publishers, Zürich 2011. S. 308, Nr. 8 und S. 314, Fig. 7.

| Personendaten    | Personendaten   |
| ---------------- | --------------- |
| NAME             | Govardhan       |
| KURZBESCHREIBUNG | indischer Maler |
| GEBURTSDATUM     | 16. Jahrhundert |
| STERBEDATUM      | nach 1638       |